# Oberrüti
Oberrüti (gsw. Rüti) – gmina (niem. Einwohnergemeinde) w Szwajcarii, w kantonie Argowia, w okręgu Muri. Liczy 1 544 mieszkańców (31 grudnia 2020).